# Jidvei
Jidvei (in ungherese Zsidve, in tedesco Seiden), è un municipio della Romania di 4 617 abitanti, ubicato nel distretto di Alba, nella regione storica della Transilvania.
Il comune è formato da un insieme di 5 villaggi: Bălcaciu, Căpâlna de Jos, Feisa, Jidvei e Veseuș.